# Haus Rabenhorst O. Lauffs

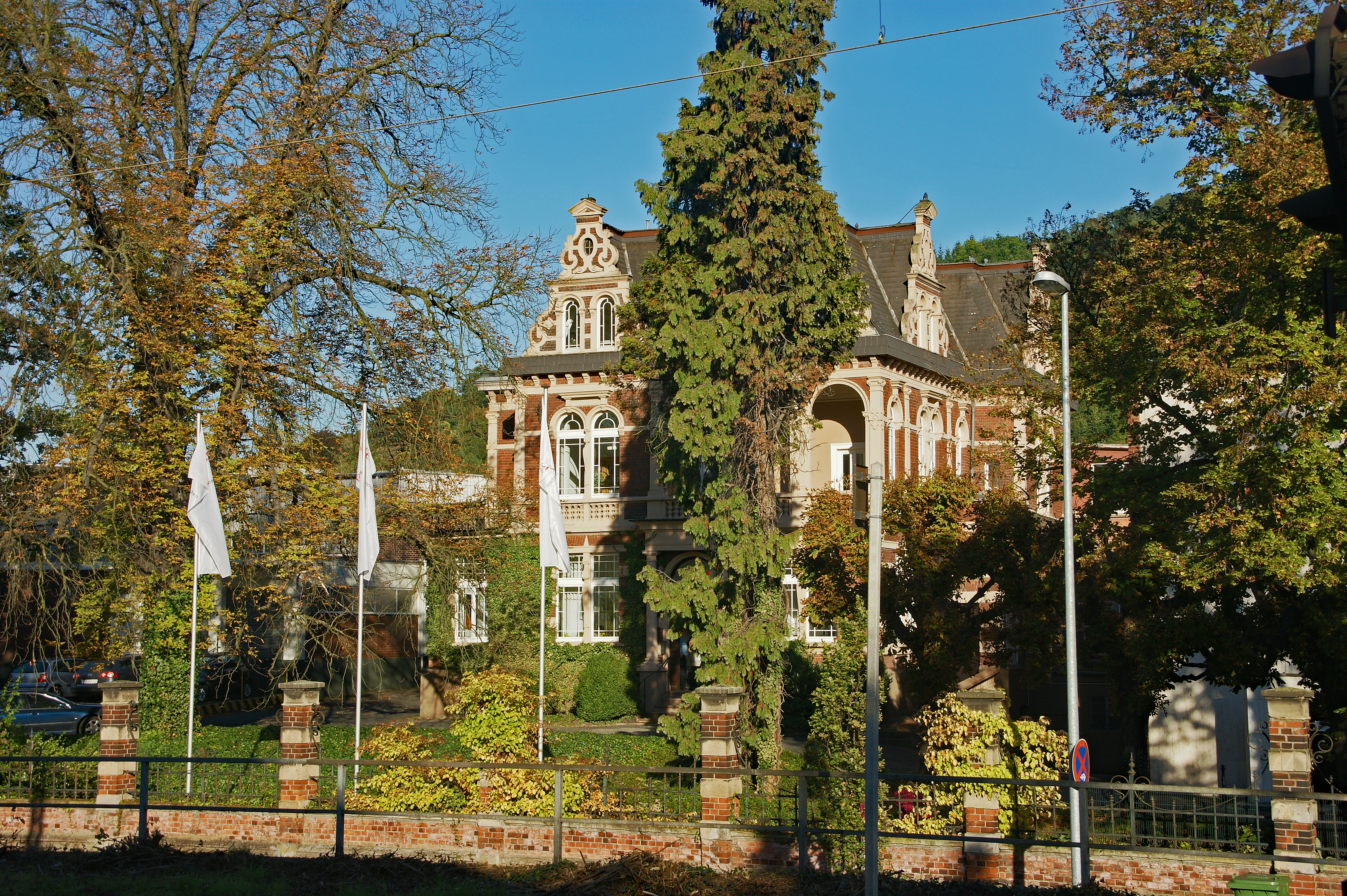
Haus Rabenhorst

Die Haus Rabenhorst O. Lauffs GmbH & Co. KG ist ein deutsches Unternehmen, das seit 1885 in der rheinland-pfälzischen Stadt Unkel Fruchtsäfte produziert.

## Geschichte
Das Unternehmen geht auf ein 1805 von Johann-Heinrich Lauffs gegründetes Weingut zurück, dessen Betrieb 1885 von Oskar Lauffs nach Unkel verlegt wurde. 1898 begann das Unternehmen unter der Marke Rabenhorst mit der Produktion des Traubensaftes „Roter Rabenhorster“, der mit dem seinerzeit neuen Verfahren der Pasteurisierung haltbar gemacht wurde. Ab 1920 führten die Brüder Günther und Walther Lauffs den Betrieb fort. Im Jahr 1952 entstand der „Rotbäckchen“-Saft, durch den das Unternehmen auch überregional bekannt geworden ist.

## Produkte
Unter dem Markennamen Rabenhorst werden heute mehr als 50 aus Direktsäften hergestellte Frucht- und Gemüsesäfte sowie Nektare angeboten. Schon in den 1970er Jahren wurden Rabenhorst-Säfte in Bio-Qualität produziert.
Rabenhorst produziert bzw. vertreibt Erzeugnisse unter folgenden Marken:
- Rotbäckchen (Direktsäfte, Fruchtsäfte, Nahrungsergänzungsmittel)
- Rabenhorst (Direktsäfte, Fruchtsäfte, Muttersäfte, Gemüsesäfte etc.)

## Kritik
Im März 2013 untersagte das Landgericht Koblenz dem Haus Rabenhorst die Verwendung des Slogans „Mit Eisen zur Unterstützung der Konzentrationsfähigkeit“ für das Produkt Rotbäckchen Lernstark. Geklagt hatte der Verbraucherzentrale Bundesverband auf Grundlage der Health-Claims-Verordnung. Angaben über die Entwicklung und Gesundheit von Kindern dürften nur gemacht werden, wenn sie nach einem Verfahren der Health-Claims-Verordnung zur Aufnahme zugelassen worden seien. Das Urteil wurde durch das Oberlandesgericht Koblenz im Dezember 2013 bestätigt.
Im Dezember 2015 entschied der Bundesgerichtshof in einem Revisionsverfahren letztinstanzlich, dass die Bewerbung des Produkts mit dem Begriff „Lernstark“ in Verbindung mit der Aussage „Mit Eisen zur Unterstützung der Konzentrationsfähigkeit“ zulässig ist. Diese Angabe sei, wenn der Durchschnittsverbraucher sie nach den Umständen insbesondere auf die Entwicklung und die Gesundheit von Kindern bezieht, gleichbedeutend mit der für den Nährstoff Eisen zugelassenen Angabe „Eisen trägt zur normalen kognitiven Entwicklung von Kindern bei.“.

## Auszeichnungen
- Das Unternehmen wurde 2010 mit dem Umweltpreis des Landes Rheinland-Pfalz geehrt. Die Jury zeichnete „...die langjährigen, kontinuierlichen Aktivitäten des Unternehmens für die nachhaltige Herstellung ihrer Produkte...“ aus.[6]